# Christopher Gunning
Pour les articles homonymes, voir Gunning.
Christopher Gunning, né le 5 août 1944 à Cheltenham et mort le 24 mars 2023 dans le Hertfordshire, est un compositeur britannique d'œuvres pour concert, et de musiques pour le cinéma et la télévision.

## Biographie
Christopher Gunning naît à Cheltenham (Gloucestershire). Il étudie à la Guildhall School of Music and Drama où ses tuteurs comprennent Edmund Rubbra et Richard Rodney Bennett,.
Les compositions cinématographiques et télévisuelles de Christopher Gunning reçoivent de nombreux prix, dont le prix BAFTA 2007 de la meilleure musique de film pour La Môme, ainsi que trois prix supplémentaires pour Poirot, Middlemarch et Porterhouse Blue (Hercule Poirot - série télévisée). Il remporte également trois prix Ivor Novello : un pour la mini-série télévisée Rebecca, et deux pour les musiques de films de Under Suspicion (1991) et Firelight (1997). Ses autres musiques de film incluent Goodbye Gemini (1970), La Fille de Jack l'Éventreur (1971), Ooh, Tu es horrible (1972), la version cinématographique de Man About the House (1974), In Celebration (1975), Rogue Male (1976), Charlie Muffin (1979), Rise and Fall of Idi Amin (1981), Les Épées de feu (1987), L'Île aux baleines (1989), Lighthouse Hill (2004) et Grace de Monaco (2014).
Dans les années 1970 et 1980, Christopher Gunning collabore avec le musicien rock Colin Blunstone et est responsable de l'arrangement de cordes distinctif sur le hit de Blunstone en 1972 Say You Don't Mind. Il fournit également les arrangements de cordes obsédants sur Won't Somebody Dance with Me (en), la chanson primée Ivor Novello écrite et interprétée par Lynsey De Paul.
Les partitions de Christopher Gunning pour The Big Battalions, Wild Africa, Cold Lazarus et When the Whales Came reçoivent également des nominations aux BAFTA et aux Ivor Novello Awards, et sa musique pour la campagne publicitaire Martini, entendue dans le monde entier pendant trente ans, remporte trois Clio Awards.
Christopher Gunning compose la musique de presque tous les téléfilms de Poirot avec David Suchet et travaille sur les trois séries de Rosemary and Thyme avec Felicity Kendal et Pam Ferris.
En plus des performances de ses scores de télévision et de films, Concerto pour saxophone et orchestre de Christopher Gunning et Le homard sont réalisés à divers endroits, y compris Londres du Southbank Centre. Le Concerto pour saxophone, joué par John Harle avec l'Academy of St. Martin in the Fields, est publié par Sanctuary Classics, The Lobster est disponible sur le label Meridian, et le Concerto pour piano, Symphony No. 1 et Storm sont publiés par Registres d'Albany. Ses œuvres récentes incluent des concertos pour hautbois et clarinette et le disque Skylines. Le Royal Philharmonic Orchestra interprète la première des Symphonies nos 3 et 4, couplées au Concerto pour hautbois et orchestre à cordes, publié par Chandos Records. Gunning termine douze symphonies, dont plusieurs sont enregistrées par le Royal Philharmonic Orchestra dirigé par le compositeur et publiées sur Signum Classics.

### Famille
Christopher Gunning a quatre filles et vivait dans le Hertfordshire. Une de ses filles est hautboïste professionnelle. Une autre gère le blog de voyage wanderlustchloe.com.

### Mort
Le 25 mars 2023, sa maison de disques, le label Caldera Records, annonce son décèsdans le Hertfordshire.

## Distinctions
En reconnaissance de la contribution de Christopher Gunning à la musique, il reçoit un BASCA Gold Badge Award le 19 octobre 2011.